# Оснабрюк
Оснабрю́к, часом Оснабрю́кк (нім. Osnabrück нім. вимова: [ɔsnaˈbʁʏk] ( прослухати); вестфальська: Ossenbrügge; ср.-нижн.-нім. Osenbrugge; архаїчна англ. Osnaburg) — місто на північному заході Німеччини; земля Нижня Саксонія. Порт на річці Газе у відгалуженні Середньонімецького каналу. Засноване у VIII столітті. Населення 165 034 особа (на 31 грудня 2021).

## Географія

### Клімат
| Клімат Оснабрюка (1952—2010)                           | Клімат Оснабрюка (1952—2010) | Клімат Оснабрюка (1952—2010) | Клімат Оснабрюка (1952—2010) | Клімат Оснабрюка (1952—2010) | Клімат Оснабрюка (1952—2010) | Клімат Оснабрюка (1952—2010) | Клімат Оснабрюка (1952—2010) | Клімат Оснабрюка (1952—2010) | Клімат Оснабрюка (1952—2010) | Клімат Оснабрюка (1952—2010) | Клімат Оснабрюка (1952—2010) | Клімат Оснабрюка (1952—2010) | Клімат Оснабрюка (1952—2010) |
| Показник                                               | Січ.                         | Лют.                         | Бер.                         | Квіт.                        | Трав.                        | Черв.                        | Лип.                         | Серп.                        | Вер.                         | Жовт.                        | Лист.                        | Груд.                        | Рік                          |
| Абсолютний максимум, °C                                | 14,7                         | 17,3                         | 24,4                         | 30,3                         | 31,7                         | 35,3                         | 36,9                         | 37,2                         | 31,2                         | 26,2                         | 20,2                         | 15,7                         | 37,2                         |
| Середній максимум, °C                                  | 4,3                          | 5,1                          | 9,1                          | 13,7                         | 18,1                         | 20,7                         | 23,1                         | 22,8                         | 18,7                         | 13,8                         | 8,4                          | 4,6                          | 13,6                         |
| Середня температура, °C                                | 2,0                          | 2,4                          | 5,4                          | 9,0                          | 13,4                         | 15,9                         | 18,1                         | 17,7                         | 14,1                         | 10,1                         | 5,8                          | 2,6                          | 9,7                          |
| Середній мінімум, °C                                   | −0,4                         | −0,4                         | 2,1                          | 4,4                          | 8,3                          | 11,1                         | 13,3                         | 13,1                         | 10,3                         | 6,9                          | 3,4                          | 0,4                          | 6,1                          |
| Абсолютний мінімум, °C                                 | −20,4                        | −21,4                        | −13,8                        | −5,4                         | −1,6                         | 0,6                          | 5,9                          | 4,7                          | 1,6                          | −5,7                         | −11,2                        | −17,3                        | −21,4                        |
| Норма опадів, мм                                       | 89.7                         | 61.7                         | 72.9                         | 46.9                         | 61.5                         | 69.6                         | 76.9                         | 82.7                         | 71.3                         | 75.1                         | 78.6                         | 84.3                         | 871.2                        |
| ------------------------------------------------------ | ---------------------------- | ---------------------------- | ---------------------------- | ---------------------------- | ---------------------------- | ---------------------------- | ---------------------------- | ---------------------------- | ---------------------------- | ---------------------------- | ---------------------------- | ---------------------------- | ---------------------------- |
| Джерело: wetterzentrale.de. Процитовано 4 жовтня 2019. |                              |                              |                              |                              |                              |                              |                              |                              |                              |                              |                              |                              |                              |

## Історія
В 9 році нашої ери під Оснабрюком древніми германцями були розбиті 10—15 тисяч римських легіонерів (Битва в Тевтобурзькому лісі).
Оснабрюк виник як ринок навколо єпископства, заснованого Карлом Великим в 780 році. Перший кафедральний собор святого Петра був заснований в 785 році, сьогоднішня пам'ятка романо-готичної архітектури XII ст.
В 1348 році був написаний перший невідомий міський уклад. В 1648 році в Оснабрюку і Мюнстері був укладений Вестфальський мир. В 1811 році ці землі були анексовані Французькою імперією, і Оснабрюк деякий час був адміністративним центром департаменту Верхній Емс. Під час Другої світової війни місто 79 разів піддавалось бомбардуванням союзників. Було зруйновано 65 % будівель, а в центральній частині навіть 94 %.

## Спорт
- Оснабрюк (футбольний клуб)

## Освіта
Місто має 2 університети:
- Оснабрюцький університет, заснований у 1629 році
- Університет прикладних наук, заснований у 1971 році

## Відомі люди, пов'язані з Оснабрюком
У місті народились:
- Еріх Марія Ремарк, який вважається одним із найславетніших німецьких письменників XX ст.
- Гільдеґард Вестеркамп (* 1946) — канадська композиторка.